# Elecciones generales de Liechtenstein de 2013

Las elecciones parlamentarias de Liechtenstein de 2013 se llevaron a cabo entre el 1 y el 3 de febrero de 2013 con el fin de renovar los 25 miembros del Landtag. Tres partidos políticos estaban registrados para participar en las elecciones: dos de centroderecha —la Unión Patriótica y el Partido Cívico Progresista— y uno socialdemócrata y verde —la Lista Verde—.

## Campaña
La gobernante Unión Patriótica participará en éstas elecciones con un ala renovada, así lo señaló el concejal Hugo Quaderer. El pasado 28 de enero de 2013 el diario Liechtensteiner Vaterland publicó una encuesta de opinión pública. Donde se preguntó: "¿Qué partido tiene la mejor campaña electoral". Y, la votación fue la siguiente: Unión Patriótica (VU) - 44,8%; Partido Cívico Progresista (FBP) - 40,5%; Lista Verde (FL) - 7,9% e Independiente - para Liechtenstein (DU) - 6,9%. Estos resultados no tienen nada que ver con la preferencia electoral, sino que solo se puede palpar la apreciación de las campañas políticas por medio de la ciudadanía. El doctor Wilfried Marxer de la Universidad de Liechtenstein aseguró que estas elecciones son más armoniosas que las anteriores, y, que los ciudadanos ven una alternativa con los independientes.

## Resultados
Es importante señalar que cada votante tiene tantos votos como escaños en el parlamento, por lo que el número total de votos emitidos a favor de los diferentes partidos, siempre será mayor que el número de votantes.
| Partido                                                                  | Votos  | %      | Escaños |
| ------------------------------------------------------------------------ | ------ | ------ | ------- |
| Partido Cívico Progresista                                               | 77,653 | 40.0   | 10      |
| Unión Patriótica                                                         | 65,119 | 33.5   | 8       |
| Los Independientes                                                       | 29,740 | 15.3   | 4       |
| Lista Libre                                                              | 21,603 | 11.1   | 3       |
| Votos en blanco o nulos                                                  | 679    | 4.42   | -       |
| Total                                                                    | 15.363 | 100,00 | 25      |
| Padrón electoral                                                         | 19.251 | 79.8   | –       |
| Fuente: Information und Kommunikation der Regierung Landtagswahlen 2013. |        |        |         |